# Vali Gasimov
Pour les articles homonymes, voir Gasimov.
Vali Gasimov (en azéri : Vəli Qasımov), né le 4 octobre 1968 à Kirovabad en Azerbaïdjan, est un footballeur international soviétique puis azerbaïdjanais, qui évoluait au poste d'attaquant.

## Carrière
- 1985-1986 : Metalist Kharkiv  Union soviétique
- 1987-1991 : FK Neftchi Bakou  Union soviétique
- 1992 : Spartak Moscou  Russie
- 1992 : Dynamo Moscou  Russie
- 1992-1995 : Betis Séville  Espagne
- 1995-1996 : Albacete Balompié  Espagne
- 1996-1997 : Écija Balompié  Espagne
- 1997-1999 : Vitória Setubal  Portugal
- 1999-2001 : Imortal DC  Portugal[1]